# クーヴァン
クーヴァン（仏: Couvin [ku.vɛ̃]、ワロン語: Couvén）は、ベルギーのナミュール州に位置する基礎自治体、町。
自治体の人口は2006年1月1日時点で1万3476人。面積は206.93平方キロと、自治体としてはトゥルネーに次いで国内で二番目に大きい。人口密度は1平方キロあたり65人である。

## 交通

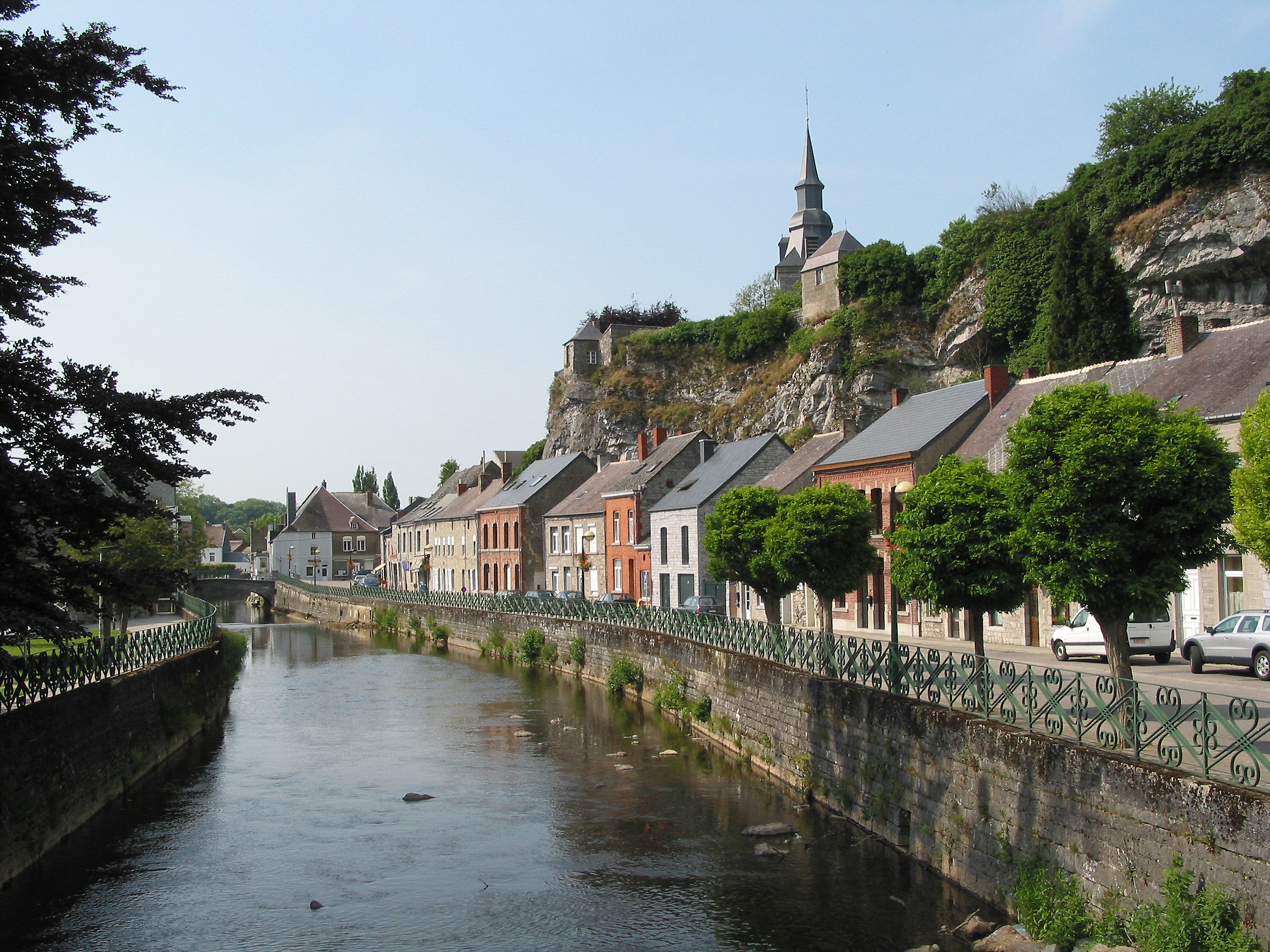
オー・ロワール川とファレーズ（崖）通り

クーヴァン駅からシャルルロワまで直接行ける。この駅は終着駅で、隣の駅はマリアンブール駅である。